# Giennadij Janajew
Giennadij Iwanowicz Janajew (ros. Геннадий Иванович Янаев, ur. 26 sierpnia 1937 w Pieriewozie, zm. 24 września 2010 w Moskwie) – radziecki polityk.

## Życiorys
Członek Komitetu Centralnego i Biura Politycznego Komunistycznej Partii Związku Radzieckiego. W latach 1990–1991 był wiceprezydentem ZSRR. W czasie puczu moskiewskiego w sierpniu 1991 stanął po stronie buntowników; puczyści ogłosili przejęcie przez niego obowiązków rzekomo chorego prezydenta ZSRR Michaiła Gorbaczowa. Po upadku puczu został aresztowany i pod zarzutem zdrady skazany na karę więzienia.
23 stycznia 1993 wyszedł na wolność. W lutym 1994 objęła go amnestia i jego sprawę umorzono. Został zatrudniony jako kierownik Wydziału Historii i Stosunków Międzynarodowych Rosyjskiej Międzynarodowej Akademii Turystyki. 20 września 2010 zachorował i trafił do Centralnego Szpitala Klinicznego w Moskwie, gdzie zdiagnozowano u niego raka płuca. Zmarł kilka dni później. Komitet Centralny Komunistycznej Partii Federacji Rosyjskiej złożył rodzinie Janajewa kondolencje.
Został pochowany na cmentarzu Trojekurowskim w Moskwie.